# Bardigues
Bardigues é uma comuna francesa na região administrativa de Occitânia, no departamento de Tarn-et-Garonne. Estende-se por uma área de 11,67 km². Em 2010 a comuna tinha 285 habitantes (densidade: 24,4 hab./km²).